# Болшево (Смоленская область)
 Бо́лшево — деревня в Смоленской области России, в Новодугинском районе. Расположена в северо-восточной части области в 30 км к северо-западу от Новодугина и в 30 км северо-восточнее Холм-Жирковского, на правом берегу реки Днепр. Население — 142 жителя (2007 год). Входит в состав Днепровского сельского поселения. Автобусное сообщение с Новодугино (маршрут номер 104, длина 39 км).

## История
Известно как минимум с 1630 года (построена каменная церковь Покрова), в 1782 построен новый трёхпрестольный храм. В 1897 году при храме действовала церковно-приходская школа.

## Экономика
Средняя школа.

## Достопримечательности

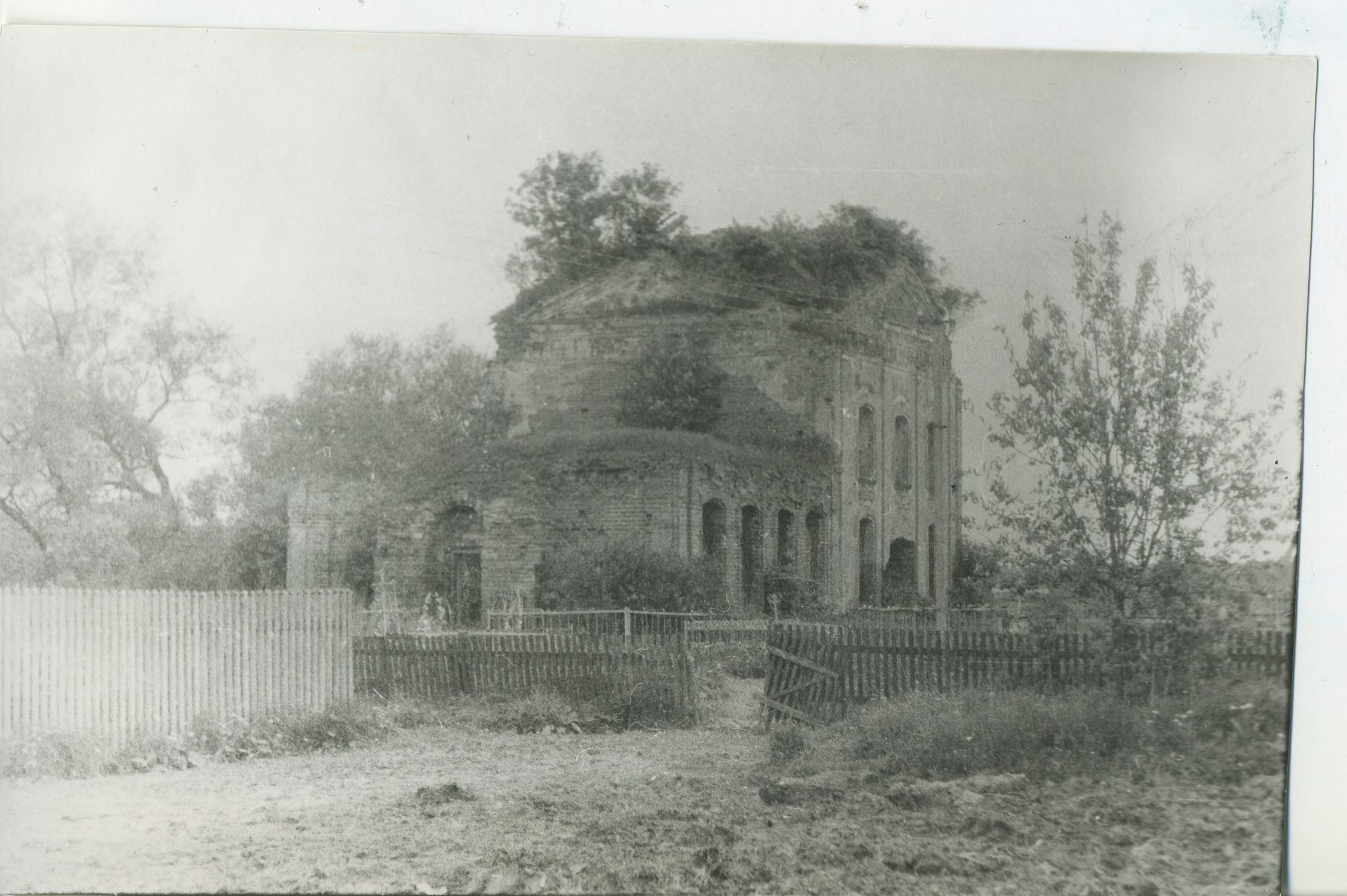

- Памятник архитектуры: Церковь Покрова, 1782 год. Построена по заказу поручика С.М. Нахимова в стиле позднего барокко.[1]